# NGC 1129
NGC 1129 é uma galáxia elíptica (E) localizada na direcção da constelação de Perseus. Possui uma declinação de +41° 34' 47" e uma ascensão recta de 2 horas, 54 minutos e 27,3 segundos.
A galáxia NGC 1129 foi descoberta em 17 de Outubro de 1786 por William Herschel.